# Dätwyler IT Infra
Dätwyler IT Infra AG war bis zum 31. Dezember 2012 ein Konzernbereich der Dätwyler Holding AG und ging 2013 in den Besitz der Pema Holding AG über. Das Unternehmen ist Lösungsanbieter für die IT-Infrastrukturen von Rechenzentren, Glasfasernetzen (FTTH) und intelligenten Gebäuden. Letzteres umfasst die Anwendungsbereiche IT- und Kommunikationsnetzwerke (ITK/ICT), Sicherheitskabelanlagen und Liftverkabelungen. Das Unternehmen mit Stammsitz in Altdorf (Kanton Uri, Schweiz) und internationalen Niederlassungen in Europa, dem Mittleren Osten und Asien erwirtschaftete im Jahr 2018 mit knapp 1000 Mitarbeitenden einen Umsatz von rund 223 Millionen Euro.

## Geschichte

Altes Logo

Adolf Dätwyler gründete das Unternehmen 1915 und begann mit der Herstellung von elektrischen Leitern unter Verwendung von Aluminium. 1926 wurden Telefonkabel in die Fabrikation aufgenommen, 1944 erstmals Hochfrequenzkabel gefertigt. 1973 übernahm das Unternehmen die Kaved AG, entwickelte ein Verfahren, um die Wertschöpfungskette durch Kabelkonfektionierung zu verlängern und fertigte das erste Lift-Flachkabel für bis zu 400 Meter Schachthöhe. 1986 startete die Produktion von Glasfaserkabeln, ein Jahr darauf hatte das Unternehmen das Kupfer-Datenkabel uninet (heute Datwyler CU) eingeführt und das Konzept der strukturierten Gebäudeverkabelung entwickelt. 1991 wurde das pyrofil-Sicherheitskabel weltweit als erstes Kabel erfolgreich auf den Funktionserhalt E90 nach DIN 4102-12 geprüft. Im Jahr 2002 brachte das Unternehmen das Kabel optofil Safety (heute Datwyler FO Universal Safety), das erste metallfreie Glasfaserkabel mit Funktionserhalt E30 in Anlehnung an die DIN 4102-12, auf den Markt. 2005 entwickelte das Unternehmen mit FloorLink ein wirtschaftliches Verdrahtungssystem für Liftschächte.
Die Kundenbasis reicht von Banken und Versicherungen über Behörden, Industrie- und Telekommunikationsunternehmen bis zu Flughafenbetreibern und Generalunternehmern.
Nach 2004 hat sich das Unternehmen in allen Produkt- bzw. Anwendungsbereichen vom klassischen Kabelhersteller zunächst hin zum Systemlösungsanbieter und seit 2010 hin zum Anbieter von Gesamtlösungen unter anderem für Multisite-Projekte und in Turnkey-Verantwortung entwickelt. Seitdem agiert es am Markt auch als Teil- und Generalunternehmer.
Von April 2011 – nach einem Re-Branding der Dätwyler Holding Ende März 2011, dem sich alle Unternehmen der Gruppe anschlossen – bis Oktober 2012 trat das Unternehmen weltweit unter dem Namen Dätwyler und mit dem Namenszusatz Cabling Solutions auf. Am 1. November 2012 – nach der Restrukturierung der Holding und der beschlossenen Veräusserung des Konzernbereichs Cabling Solutions an die Pema Holding zum 31. Dezember 2012 – gründete sich die Dätwyler Cabling Solutions AG. Die neue AG agiert im Besitz der Pema Holding seit 2013 als selbständige Schwestergesellschaft der börsennotierten Dätwyler Holding. Der Name Dätwyler Cables blieb als Firmenname einzelner Niederlassungen zunächst bestehen. Im Oktober 2020 wurde die Dätwyler Cabling Solutions AG zur Dätwyler IT Infra AG. Der neue Namenszusatz spiegelt die Veränderungen in Strategie und Geschäftsmodell wider.

## Produkte/Anwendungsbereiche
Basierend auf der eigenen Entwicklung und Fertigung von Kupfer- und Glasfaserkabeln sowie von darauf abgestimmten Systemkomponenten bietet das Unternehmen heute IT-Infrastrukturlösungen für Rechenzentren, Glasfasernetze und intelligente Gebäude an. Dazu gehören Beratungs-, Schulungs- und Zertifizierungs-, Konfektionierungs-, Installations-, Logistik-, Wartungs- und Garantiedienstleistungen. Das Anwendungsspektrum umfasst Zweckgebäude, also Büro-, Regierungs- und Industriegebäude, Wohngebäude, Rechenzentren, Telecom-Carrier, Sportstadien, Messezentren, Bahnhöfe, Tunnel, Flughäfen, Einkaufszentren, Hotels und Krankenhäuser.

### Informations- und Kommunikationstechnologie
Das Datwyler CU-Portfolio (früher unilan) umfasst geschirmte und ungeschirmte Kupfer-Systemlösungen für verlegestabile, normgerechte Verkabelungen der Klassen E, EA, F und FA, mit denen sich Daten bis 10 Gigabit pro Sekunde (10 Gigabit-Ethernet), Sprache (Voice over IP), Video sowie Steuerung und Fernspeisung (Power over Ethernet, PoE) übertragen lassen. Speziell für Serververbindungen in Rechenzentren hat Dätwyler im Jahr 2013 die weltweit ersten Kupfer-Datenkabel entwickelt, die alle Anforderungen der Kategorie 8.2 erfüllen und Übertragungen mit 40 Gigabit pro Sekunde ermöglichen. Für den modularen Aufbau von neuen Rechenzentren bietet Dätwyler IT Infra Micro- und Mini-Datacenter an. Darüber hinaus sind Wireless-Lösungen (WLAN) und Lösungen für die Einbindung hochfrequenter Multimedia-Signale (CATV) erhältlich. Das Programm an Glasfasersystemen beinhaltet unter anderem Kabel mit Single- und Multimode-Fasern (bis OM5), vorkonfektionierte Multi-Fiber (Trunk) -Kabel und Systemlösungen für LANs, Serverräume und Rechenzentren sowie spezielle Systeme für Außenanwendungen und Carrier-Netzwerke.

### Sicherheit
Mit seinen Fire Safety-Verkabelungslösungen (früher pyrosys) bietet das Unternehmen komplette Systeme inklusive Trag-, Befestigungs- und Anschlusskomponenten, die auf ihren Funktionserhalt nach DIN 4102-12 (E30-E90) geprüft sind. Diese stellen sicher, dass elektrische Anlagen auch im Falle eines Brandes noch mindestens über einen definierten Zeitraum hinweg mit Strom versorgt werden. Das Unternehmen produziert das Kabelprogramm mit Funktionserhalt seit vielen Jahren auf der Basis einer patentierten Keram-Technologie. Dabei werden die keramisolierten Produkte material- und verfahrenstechnisch weiter entwickelt.

### Gebäudeautomation
Basis dieses Angebots ist ein Flachkabelsystem (früher ecobus) für die Energieverteilung und Steuerung/Gebäudeautomation, in denen elektrische- und Busleitungen miteinander kombiniert sind, sowie vorgefertigte Säulen und Bodentanks. Das Flachkabelsystem ist halogenfrei sowie bis zur Schutzart IP65 erhältlich. Im Vergleich zu herkömmlichen Installationen mit vielen Einzelkabeln ist der Materialaufwand wie auch der für die Verlegung benötigte Platz bei Verwendung dieses Systems gering. Ausserdem lassen sich jederzeit zusätzliche Abgänge schaffen oder bestehende lösen und an einer anderen Stelle des Flachkabels wieder aufzusetzen.

### Lift
Weiterhin bietet das Unternehmen Liftkabel, Systemlösungen und Dienstleistungen für die elektrische Installation von Aufzügen an. Neben Energieleitungen sind auch Datenkabel, etwa integrierte Lichtwellenleiter, für den Einsatz in Aufzügen verfügbar. Diese Systemlösungen verbinden die Liftkabine sowohl mit der Steuerung als auch mit dem lokalen Datennetz. Die Angebotspalette umfasst zudem Konfektions- und Logistikdienstleistungen mit modernen B2B-Anbindungen.

## Märkte
Die Dätwyler IT Infra AG verfügt über Produktionsstätten in der Schweiz und China sowie einen Kabelkonfektionsstandort in Tschechien. Die internationalen Kunden betreut das Unternehmen durch eigene Niederlassungen und über ein Netzwerk von zertifizierten Vertriebs- und Installationspartnern. Der Stammsitz ist die Dätwyler IT Infra AG in Altdorf (Kanton Uri). Zu den europäischen Niederlassungen zählen die deutsche Dätwyler IT Infra GmbH mit Sitz in Hattersheim bei Frankfurt und einem Standort in Hallbergmoos bei München. In Hattersheim befindet sich auch das europäische Zentrallager. Ein weiterer europäischer Standorte ist die Dätwyler IT Infra GmbH in der Nähe von Wien (Österreich). Weitere selbständige Niederlassungen befinden sich in Taicang in der Volksrepublik China, wo Dätwyler seit 1998 aktiv ist, sowie in Singapur. 2011 kam mit Datwyler Middle East in Dubai ein Standort in den Vereinigten Arabischen Emiraten neu hinzu. In vielen anderen Ländern, darunter vor allem in Wachstumsmärkten, ist das Unternehmen durch Partnerfirmen vertreten.
Das Unternehmen ist stark exportorientiert. Mehr als zwei Drittel des Umsatzes werden außerhalb der Schweiz generiert.

## Weblink
- Homepage auf itinfra.datwyler.com